# Henryk Górecki
Henryk Mikołaj Górecki (6. prosince 1933, Czernica – 12. listopadu 2010, Katovice) byl polský skladatel soudobé hudby, profesor a rektor Státní vysoké školy múzických umění v Katovicích, rytíř Řádu bílé orlice.

## Život

### Dětství
Henryk Górecki se narodil 6. prosince 1933 ve slezské obci Czernica na jihozápadě Polska. Rodina žila skromně, otec Roman byl úředníkem na místní železniční stanici, ale oba rodiče milovali hudbu a byli amatérskými hudebníky. Matka Ortylie zemřela, když byly Henrykovi pouhé dva roky, a řada jeho prvních skladeb je věnována její památce. O několik měsíců později, se otec znovu oženil a přestěhovali se do Rydułtowů. Henryk projevoval zájem o hudbu již v raném věku, ale otec a nová matka jej v tom nejprve nepodporovali, by naopak mu dokonce zakazovali hrát na matčino piano. V roce 1943 si však přece jen prosadil, že se mohl učit hrát na housle u místního amatérského hudebníka Pawla Hajdugy. Hajduga byl svéráznou postavou. Kromě hudby se zabýval výrobou nástrojů, malířstvím a sochařstvím, psal básně i filosofické traktáty.
V roce 1937 upadl při hře na sousedově dvoře a vykloubil si kyčel. Následný hnisavý zánět místní lékař nerozpoznal a dva roky bez adekvátní léčby vedly k nevratným změnám na kostech. Později musel strávit dvacet měsíců v nemocnici v Německu a podrobit se několika operacím. Následky tohoto zranění pak trpěl celý život.

### Skladatelské začátky

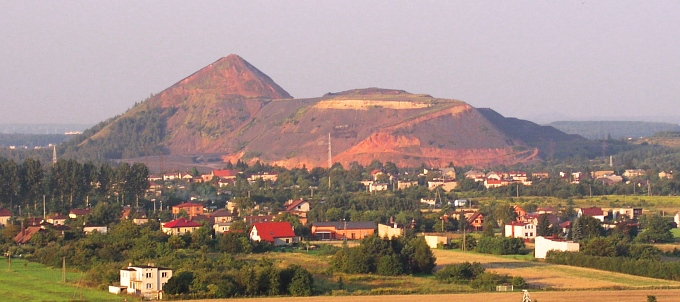
Pohled na Rydułtowy, kde Górecki učil v letech 1951–1953

V letech 1951–1953 učil na základní škole na předměstí Rydułtowů a v roce 1952 byl přijat na pedagogické oddělení konzervatoře v Rybniku, kde studoval hru na klarinet, housle a klavír a hudební teorii. Čtyřleté studium se mu podařilo zvládnout za méně než tři roky. Z té doby pocházejí také jeho první skladby, převážně písně a drobné klavírní skladby. Příležitostně se pokoušel i o rozsáhlejší díla. V roce 1952 se zabýval zhudebněním balady Adama Mickiewicze Świtezianka. Skladba však zůstala nedokončena. Ekonomická situace skladatele byla v té době velmi svízelná. Učitelé byli obecně špatně placeni a i notový papír byl v té době těžko dostupný a drahý.

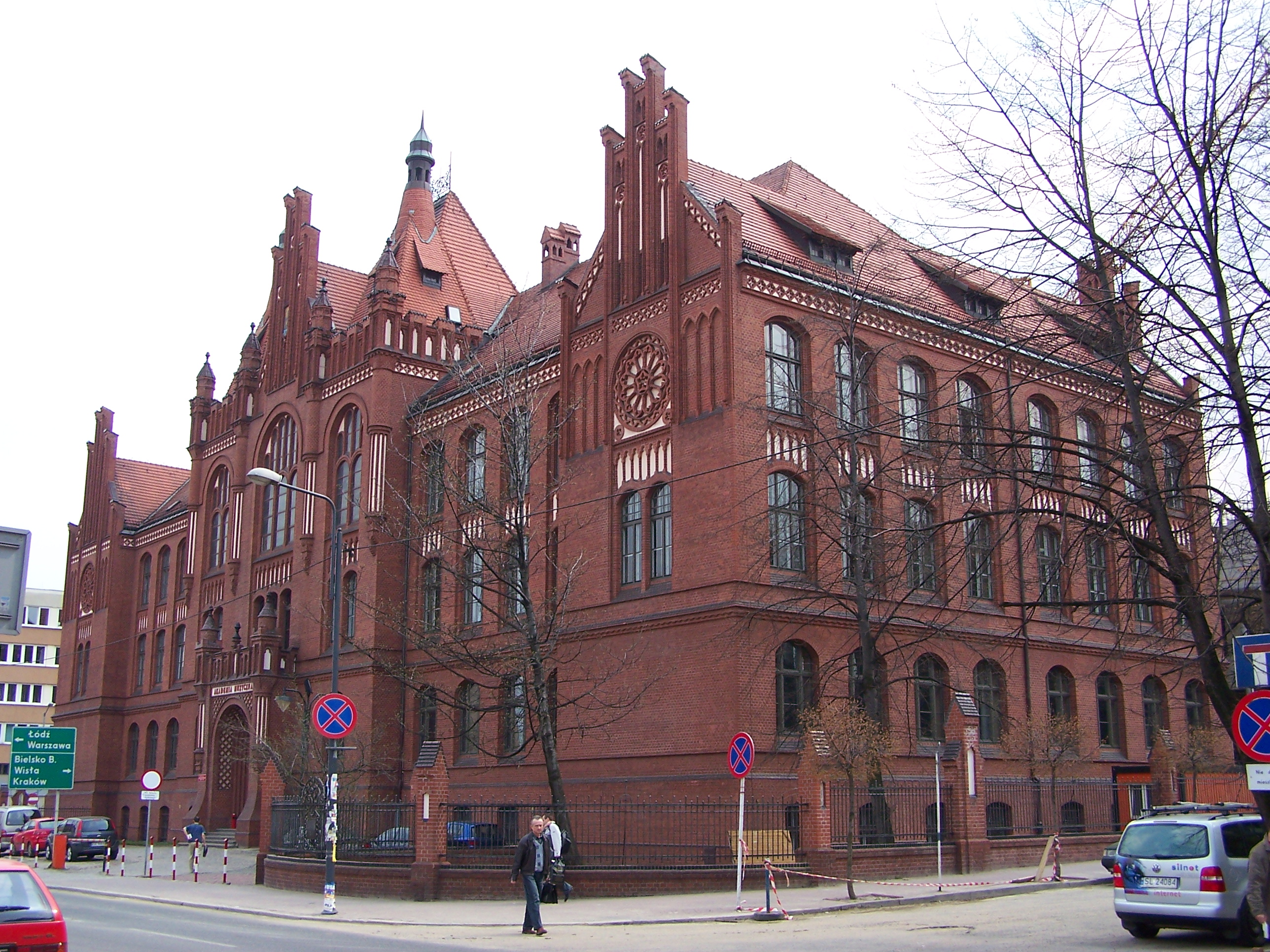
Hudební akademie v Katovicích

Górecki pokračoval ve studiu hudby na Hudební akademii v Katovicích u Bolesława Szabelského, který byl žákem Karola Szymanowského. Stejně jako později Górecki i jeho učitel čerpal inspiraci z polského goralského folklóru. Szabelski podporoval rostoucí sebedůvěru a nezávislost svého žáka a ponechával mu dostatečný prostor, aby mohl rozvíjet své vlastní myšlenky a projekty. Jeho první skladby se tak nesly v duchu neoklasicismu a osvojil si i techniku dvanáctitónové hudby. Akademii absolvoval v roce 1960 s vyznamenáním.
V roce 1959 se oženil s klavíristkou Jadwigou Rurańskou. Měli dvě děti, dceru Annu a syna Mikolaje.
Jeho 1. symfonie, kterou zkomponoval ještě v průběhu studia na Akademii, měla v roce 1961 velký úspěch na Bienále mládeže v Paříži. Na několik let pak do Paříže přesídlil a dále studoval. Velký vliv na něj měli zejména Olivier Messiaen, Roman Palester a Karlheinz Stockhausen.

### Vrcholné období

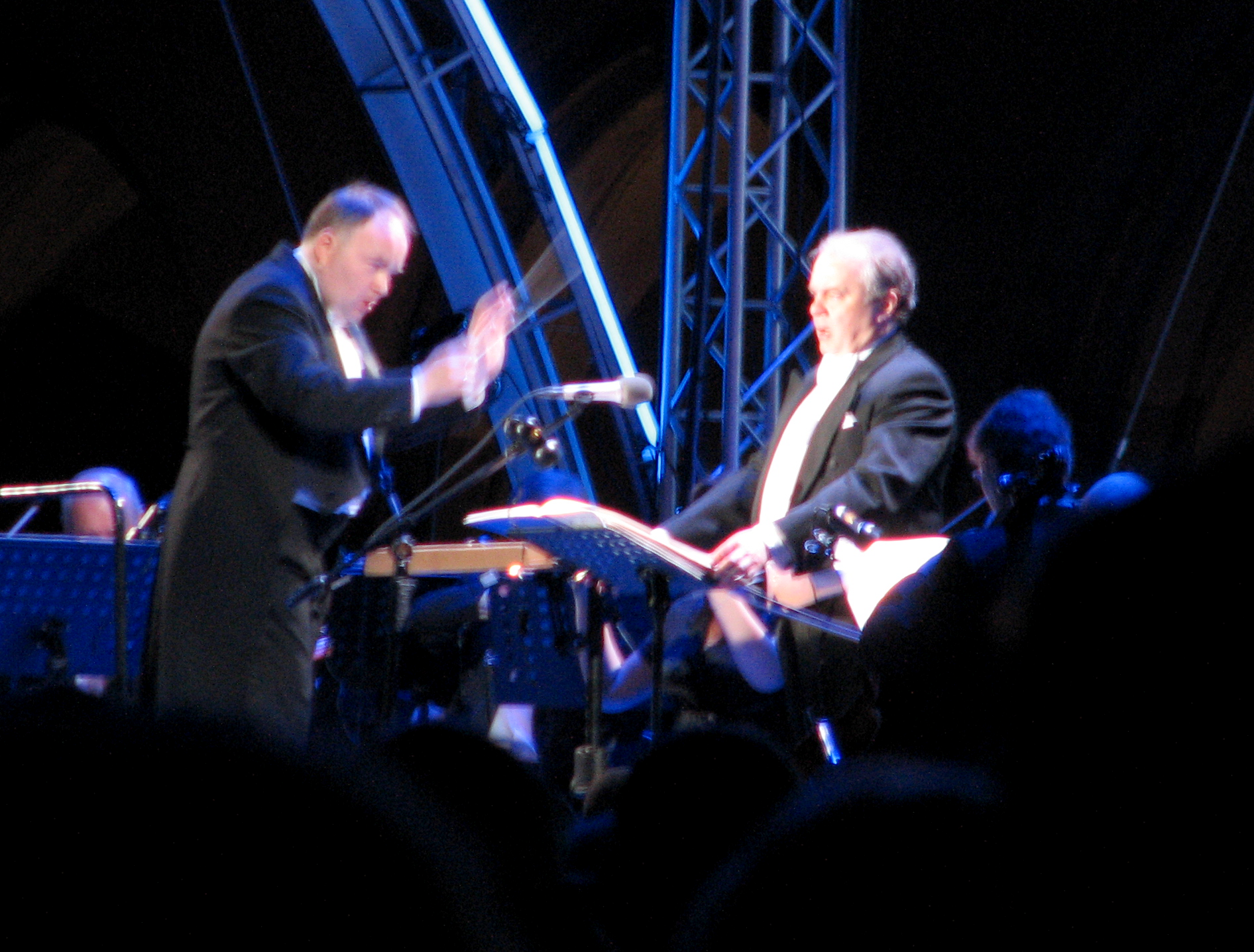
Snímek z provedení skladby Beatus Vir komponované na počest papeže Jana Pavla II.

V roce 1975 byl Górecki jmenován profesorem skladby a později i rektorem na škole v Katowicích, kterou sám absolvoval. Mezi jeho studenty byli např. Eugeniusz Knapik, Andrzej Krzanowski, Rafał Augustyn a jeho syn Mikołaj. Nikdy se nestal členem Komunistické strany a jeho působení na škole bylo ve znamení neustálého zápasu o ochranu školy, jejích studentů a zaměstnanců před zásahy politických orgánů do její činnost. V roce 1979 na svůj post rezignoval na protest proti rozhodnutí vlády nepřipustit návštěvu papeže Jana Pavla II. v Katovicích. Založil zde také místní pobočku Klubu katolických intelektuálů, která se přímo angažovala v boji proti komunistickému režimu. Politicky aktivní byl po celá sedmdesátá a osmdesátá léta. V roce 1991 pak zkomponoval Miserere pro velký sbor jako vzpomínku na policejní násilí.
Hudba Góreckého pokrývá celou škálu hudebních stylů, ale směřuje k relativní harmonické a rytmické jednoduchosti. Je považován za zakladatele tzv. Nové polské školy. Jeho rané práce z první poloviny padesátých let byly komponovány ve stylu Antona Weberna a dalších serialistů té doby. Jeho pověst v té době nezaostávala za jeho současníky a jeho postavení bylo potvrzeno v roce 1960, když skladba Monologhi pro soprán dvě harfy a bicí nástroje získala první cenu v Soutěži mladých polských skladatelů. Až do konce roku 1962 byl publikem festivalu soudobé hudby Varšavský podzim považován vedle Krzysztofa Pendereckiho za vůdce Polské moderní školy.
V polovině šedesátých let a na počátku let sedmdesátých se náhle odklonil od své počáteční kariéry radikálního modernisty a začal komponovat v mnohem tradičnějším a romantičtějším stylu. Tato změna stylu byla avantgardními hudebníky považována za zradu a i když nadále dostával hudební zakázky přestal být považován za nějak zvláště mimořádného skladatele.

### Smrt
V posledních desetiletích svého života byl Górecki často nemocen. Premiéra jeho 4. symfonie, která se měla konat v roce 2010 v Londýně byla pro onemocnění skladatele zrušena. Zemřel 12. listopadu 2010 v Katovicích na komplikace provázející plicní infekci. Jen měsíc před smrtí obdržel nejvyšší polské vyznamenání Řád bílé orlice, který mu v nemocnici předala manželka polského prezidenta Anna Komorowska.
Pohřeb se konal 17. listopadu 2010 v katedrále Krista Krále v Katovicích. Urna s popelem skladatele byla uložena na Sienkiewiczově hřbitově v Katovicích.
V únoru roku 2013 bylo oznámeno, že světová premiéra 4. symfonie se bude konat v dubnu 2014 v Londýně, jak bylo původně oznámeno. Skladbu provede The London Philharmonic Orchestra v Royal Festival Hall.
13. září 2013 byla odhalena busta umělce na Grunwaldské třídě v Katovicích. Jeho jméno přijala Slezská filharmonie v Katovicích.

## Vyznamenání
- komtur Řádu znovuzrozeného Polska (Polsko, 1994)[1]
- velkodůstojník Řádu znovuzrozeného Polska (Polsko, 2003)[2]
- rytíř Řádu bílé orlice (Polsko, 2010)[3]
- rytíř velkokříže Řádu svatého Řehoře Velikého (Vatikán, 2009)[4]

## Dílo
- Op. 1 Čtyři preludia (1955) pro sólový klavír
- Op. 2 Toccata (1955) pro dva klavíry
- Op. 3 Three Songs (1956) pro střední hlas
- Op. 4 Variace (1956) pro housle a klavír
- Op. 5 Quartettino (1956) pro dvě flétny, hoboj a housle
- Op. 6 Sonata (1956/84/90) pro sólový klavír
- Op. 7 Písně radosti a rytmu (1956) pro dva klavíry a orchestr
- Op. 8 Sonatina v jedné části (1956) pro housle a klavír
- Op. 9 Pět malých preludií (1956) pro sólový klavír
- Op. 10 Sonata (1957) pro dvoje housle
- Op. 11 Koncert (1957) pro pět nástrojů a smyčcové kvarteto
- Op. 12 Epitaph (1958) pro smíšený sbor a komorní soubor
- Op. 13 Pět kusů (1959) pro dva klavíry
- Op. 14. Symphony "1959" (1959) pro smyčcový orchestr a bicí nástroje
- Op. 15 Tři schémata (1959) pro sólovou flétnu
- Op. 16 Monologhi (1960) pro soprán, dvě harfy a bicí nástroje
- Op. 17 Scontri (1960) pro orchestr (titul inspirovaný písní Luigi Nona)
- (bez opusového čísla) Zpěv ve formě kánonu (1961/1984) pro smyčcové kvarteto
- Op. 18 Schéma IV pro sólovou flétnu
- Op. 19 Genesis - série tří děl pro různé instrumentální soubory:
  - I - Elementi per tre archi (1962) pro smyčcové trio
  - II - Canti strumentali per 15 esecutori (1962) pro tři housle, tři violy, dvě flétny, trumpety, mandolínu a bicí
  - III - Monodram per soprano, metalli di percussione e sei violbassi (1963) pro soprán, kovové bicí nástroje a šest kontrabasů

(bez opusového čísla) Tři tance ve starém slohu (1963) pro smyčcový orchestr
- Op. 20 Choros I (1964) pro smyčcový orchestr
- Op. 21 Chorus (1965) pro orchestr
- Op. 22 Malá hudba I (1967) pro dvoje housle a kytaru
- Op. 23 Music II (1967) 4 trubky, 4 pozouny, 2 klavíry a bicí
- Op. 24 Staropolská hudba (1969) pro orchestr
- Op. 25 Malá hudba III (1967) pro tři violy
- Op. 26. Kantáta (1968) pro sólové varhany

(bez opusového čísla) Sygnały Wratislaviae gloria pro plechy a smyčce
- Op. 27 Canticum graduum (1969) pro orchestr
- Op. 28 Malá hudba IV "Trombone Concerto" (1970) pro klarinet, trombon, violoncello a klavír
- Op. 29 Ad Matrem (1971) pro soprán sólo, smíšený sbor a orchestr
- Op. 30 Two Sacred Songs (1971) pro baryton a orchestr, op. 30b - pro baryton a klavír
- Op. 31 Druhá symfonie "Koperníkovská" (1972) pro soprán a baryton sólo, smíšený sbor a orchestr
- Op. 32 Euntes Ibant et Flebant (1972) pro smíšený sbor a cappella
- Op. 33 Dvě písně (1972) na slova J. Tuwima texty pro sbor a capella
- Op. 34 Tři tance (1973) pro orchestr
- Op. 35 Amen (1975) pro smíšený sbor

(bez opusového čísla) Dwa hejnały pro dechové nástroje
- Op. 36 Třetí symfonie "Symfonie smutných písní" (1976) pro soprán sólo a orchestr
- Op. 37 Tři kousky (1977) pro housle a klavír
- Op. 38 Beatus Vir (1979) žalm pro baryton sólo, smíšený sbor a orchestr - věnovaný papeži Janu Pavlu II.
- Op. 39 Szeroka Woda (1979), 5 skladeb pro smíšený sbor a cappella
- Op. 40 Koncert pro cembalo (nebo klavír) a smyčcový orchestr (1980)
- Op. 41 Mazurky (1980) pro klavír
- Op. 42 Dvě písně na slova F. G. Lorca (1956–1980) pro střední hlas a klavír
- Op. 43 Błogosławione pieśni malinowe, písně na slova C. K. Norwida (1980) pro hlas a klavír
- Op. 44 Miserere (1981) pro velký smíšený sbor a cappella
- Op. 45 Wieczór ciemny się uniża (1981), pět lidových písní pro smíšený sbor a cappella
- Op. 46 Wisło moja, Wisło szara (1981), lidové písně pro smíšený sbor a cappella
- Op. 47 Ukolébavky a tance (1982) pro housle a klavír
- Op. 48 Písně na slova J. Słowackiego (1983) pro hlas a klavír
- Op. 49 Tři ukolébavky (1984/1991) pro smíšený sbor a cappella
- Op. 50 Ach, mój wianku lewandowy (1984), Sedm písní pro smíšený sbor a cappella
- Op. 51 Idzie chmura, pada deszcz (1984), pět lidových písní pro smíšený sbor a cappella
- Op. 52 Různé skladby (1956-61/90) pro klavír
- Op. 53 Recitativos a Ariosos "Lerchenmusik" (1984/85/86) pro klarinet, violoncello a klavír
- Op. 54 Písně Marie, pět mariánských písní pro smíšený sbor a cappella (1985)
- Op. 55 O Domina Nostra. Meditace Panny Marie Čenstochové (1985) pro sólový soprán a varhany
- Op. 56. Pod Twoją obronę (1985) 8-hlasý smíšený sbor a cappella
- Op. 57 Na Anioł Pański biją dzwony na slova K. Przerwy-Tetmajera (1986) pro smíšený sbor a cappella

(bez opusového čísla) Kostelní písně, 21 skladeb pro smíšený sbor a cappella (1986)
- Op. 58 Pro vás, Anne-Lill (1986–1990) pro flétnu a klavír
- Op. 59 Ari "operní scéna" (1987) pro tubu, klavír, tam-tam a velký buben
- Op. 60 Totus Tuus (1987) pro smíšený sbor a cappella
- Op. 61 Przybądź Duchu Święty (1988) pro smíšený sbor a cappella
- Op. 62 Już się zmierzcha, hudba pro smyčcový kvartet (1. smyčcový kvartet) (1988)
- Op. 63 Good Night (1990) pro soprán, alt flétnu, klavír a 3 TAM-Tams

(bez opusového čísla) Intermezzo (1990) pro klavír
- Op. 64 Quasi una fantasia (2. smyčcový kvartet) (1990–1991)
- Op. 65 Koncert-kantáta (1992) pro altovou flétnu a orchestr
- Op. 66 Kleines Requiem für eine Polka (Malé Requiem pro Polku) (1993) pro komorní soubor (klavír a 13 sólových nástrojů)
- Op. 67 3. smyčcový kvartet ....pieśni śpiewają (1993-5?/2005?,)
- Op. 68 Tři písně na básně M. Konopnické (1954-55/95) pro hlas a klavír
- Op. 69 Tři fragmenty na slova Stanislawa Wyspiańskiho (1996) pro hlas a klavír
- Op. 70 Valentinský kus (1996) pro flétnu a zvonek
- Op. 71 Klarinetový kvuintet: Píseň pro klarinet a smyčcové kvarteto (1996)
- Op. 72 Salve, Sidus Polonorum (Kantáta ke sv. Vojtěchu) (1997) pro velký smíšený sbor, varhany, dva klavíry a bicí nástroje
- Op. 73 Malá fantazie pro housle a klavír (1997)
- Op. 74 ?
- Op. 75 Hej, z góry, z góry! kóniku bury - pět kurpianských písní pro sbor a cappella nebo pro hlas a klavír (2003)
- Op. 76 Lobgesang pro smíšený sbor a zvony (2000)
- Op. 77 Niech nam żyją i śpiewają pro vokální ansámbl (2000)
- Op. 78 Quasi una fantasia - verze op. 64 pro velký smyčcový orchestr (2002)
- Op. 79 Pro Jasiunia - tři menší kusy pro housle a klavír (2003)
- Op. 80 Po co żeś tu przyszło Siwa Mgło - drobné skladby pro dvě skupiny houslí (2003)
- Op. 81 Píseň Katyńských rodin pro smíšený sbor a cappella (2004, provedeno 13.11.2005)

## Hudba pro film a divadlo
- Wieża samotności (1959), scénická hudba na text Roberta Ardreya (Thunder Rock)
- Akwarium (1959), scénická hudba na text Andrzeja Wydrzyńskiego
- Papierowa laleczka (1960), píseň ze hry Pohled z mostu Arthura Millera
- Jędrek (1969), hudba pro krátký film
- Basquiat - Taniec ze śmiercią (1996), zpracování fragmentu 3. symfonie Symfonia pieśni żałosnych
- Złodzieje (Ladrones, 2007), zpracování fragmentu 3. symfonie Symfonia pieśni żałosnych ve filmu režizéra Jaime Marquése.